# Germano Pierdomenico
Germano Pierdomenico (Torrevecchia Teatina, Província de Chieti, 6 de desembre del 1967) va un ciclista i posteriorment director esportiu italià.

## Palmarès
- 1989
  - 1r a la Coppa Fiera di Mercatale
- 1992
  - Vencedor d'una etapa al Gran Premi Guillem Tell
- 1992
  - Vencedor d'una etapa al Herald Sun Tour

### Resultats al Giro d'Itàlia
- 1991. 39è de la classificació general
- 1992. 68è de la classificació general
- 1997. 36è de la classificació general
- 1998. Abandona

### Resultats a la Volta a Espanya
- 1993. Abandona
- 1996. Abandona